# Sean Connolly
Sean Connolly (en irlandais : Seán Ó Congaile) est un républicain irlandais, socialiste et acteur de l'Abbey Theatre qui participe à l'Insurrection de Pâques. Il est capitaine dans l'Irish Citizen Army et est le premier rebelle à être tué pendant le soulèvement.

## Jeunesse et famille
Connolly est né à Sandymount, Dublin en 1882. Son père Michael conduit les Fenians sur le champ de bataille de Tallaght lors du soulèvement des Fenians en 1867, à l'âge de 11 ans. Il est également impliqué dans l'ITGWU. Il fréquente le St. Joseph's Secondary CBS à Fairview.

## Insurrection de Pâques
Le lundi de Pâques matin, alors que l'ICA est sur le point de commencer le soulèvement et de marcher vers leurs positions depuis Liberty Hall, James Connolly (aucun lien de parenté) approche Sean Connolly, lui dit combien de temps il a pour se rendre au château de Dublin, lui serre la main et a dit "Bonne chance Sean ! Nous ne nous reverrons plus". A 11h45, le même jour, il dirige un groupe de membres de l'ICA, dont son frère Matthew et sa sœur Kate, vers le château de Dublin. À la porte principale du château, l'officier DMP James O'Brien, qui tente de fermer la porte, est abattu. Les récits varient quant à savoir si Sean Connolly ou un autre combattant lui a tiré dessus,,,. Ils ligotent ensuite six sentinelles dans la salle des gardes du château. Le major de l'armée britannique AJ Price, qui a entendu des coups de feu, s'est précipité dans la cour du château et tire sur Connolly et les autres membres de l'ICA avant de battre en retraite. Connolly et ceux sous son commandement se retirent à l'hôtel de ville. Moins d'une heure après la retraite, il est abattu sur le toit de l'hôtel de ville par un tireur d'élite britannique,.
Helena Molony, qui a également été témoin de sa mort, a rappelé que son jeune frère Matt, qui avait quinze ans à l'époque, se trouvait sur le toit de l'hôtel de ville et "pleura amèrement" sa mort. Après avoir été abattu, Molony dit une prière à son oreille.

## Vie privée
En plus d'être un révolutionnaire, Connolly est un acteur de l'Abbey Theatre. Son dernier rôle est le rôle principal dans Under Which Flag de James Connolly.
Lui et sa femme, Christina, ont trois enfants, Margaret, Kevin et Aidan. Christina Connolly est active pendant la Guerre d'Indépendance ; pendant la guerre civile, elle prend le parti du traité.
Pour commémorer le 100e anniversaire de l'Insurrection de Pâques, An Post, le service postal irlandais, publie des timbres représentant des personnages associés à l'Insurrection. Sean Connolly et le gendarme James O'Brien sont apparus ensemble sur un timbre.
Connolly avait 32 ans quand il est mort. Il est enterré au cimetière de Glasnevin.